# 鳳真由
鳳 真由（おおとり まゆ、4月26日 - ）は、元宝塚歌劇団花組の男役スター。
東京都小平市、明星高等学校出身。身長168.5cm。愛称は「ふじP」、「まよ」、「P」。

## 来歴
2003年、宝塚音楽学校入学。
2005年、宝塚歌劇団に91期生として入団。入団時の成績は18番。花組公演「マラケシュ・紅の墓標／エンター・ザ・レビュー」で初舞台。その後、花組に配属。
甘いマスクで将来有望な若手として注目を浴び、2010年、桜乃彩音退団公演となる「虞美人」で、新人公演初主演。その後も3度に渡って新人公演主演を務める。
花組の主要メンバーとして活躍したが、2016年7月31日、「ME AND MY GIRL」東京公演千秋楽をもって、宝塚歌劇団を退団。
退団後は医療福祉の仕事に携わるため、国際医療福祉大学へと進学。学業の傍ら、舞台やイベントにも出演し、小平市観光まちづくり大使、小平市環境審議会委員も務めている。
2025年7月31日、建築家の中島康一朗と結婚したことを発表した。

## 宝塚歌劇団時代の主な舞台

### 初舞台
- 2005年3 - 5月、花組『マラケシュ・紅の墓標』『エンター・ザ・レビュー』（宝塚大劇場）[2]

### 花組時代
- 2005年5 - 7月、『マラケシュ・紅の墓標』『エンター・ザ・レビュー』（東京宝塚劇場）
- 2005年11 - 2006年2月、『落陽のパレルモ』『ASIAN WINDS!』
- 2006年3 - 4月、『スカウト』（バウホール） - ウォレス[9]
- 2006年6 - 10月、『ファントム』 - 団員男、新人公演：従者（本役：夕霧らい）[9]
- 2006年11 - 12月、『MIND TRAVELLER-記憶の旅人-』（ドラマシティ・日本青年館）
- 2007年2 - 5月、『明智小五郎の事件簿-黒蜥蜴（トカゲ）』 - 新人公演：客（紫峰七海）『TUXEDO JAZZ（タキシード ジャズ）』
- 2007年7 - 8月、『ハロー!ダンシング』（バウホール）
- 2007年9 - 12月、『アデュー・マルセイユ』 - 新人公演：ミシェル（本役：朝夏まなと）『ラブ・シンフォニー』
- 2008年3月、『蒼いくちづけ』（バウホール） - ジョナサン・ハーカー／ジョニー・アイドル
- 2008年5 - 8月、『愛と死のアラビア』 - 新人公演：アル・マリク（本役：華形ひかる）『Red Hot Sea』
- 2008年9 - 10月、『外伝 ベルサイユのばら-アラン編-』 - ピエール・ジャン『エンター・ザ・レビュー』（全国ツアー）
- 2009年1 - 3月、『太王四神記』 - 新人公演：ヨン・ホゲ（本役：大空祐飛）[10][4][9]
- 2009年5月、『哀しみのコルドバ』 - マリオ『Red Hot Sea II』（全国ツアー）
- 2009年7月、『ME AND MY GIRL』（梅田芸術劇場） - 電報配達の男
- 2009年9 - 11月、『外伝 ベルサイユのばら-アンドレ編-』 - 衛兵隊、新人公演：フェルゼン（本役：真野すがた）『EXCITER!!』
- 2010年1月、『BUND／NEON 上海』（バウホール） - 森下和雄
- 2010年3 - 5月、『虞美人』 - 曹参、新人公演：項羽（本役：真飛聖） 新人公演初主演[8][2][7][10][9][3]
- 2010年7 - 10月、『麗しのサブリナ』 - ビリー、新人公演：デイヴィッド・ララビー（本役：壮一帆）『EXCITER!!』[9]
- 2010年11 - 12月、『CODE HERO／コード・ヒーロー』（バウホール・日本青年館） - ジュニア
- 2011年2 - 4月、『愛のプレリュード』 - ジョージ・ウェルス、新人公演：ジョセフ・バークレー（本役：壮一帆）『Le Paradis!!（ル パラディ）』[9]
- 2011年6 - 9月、『ファントム』 - 従者、新人公演：ファントム（本役：蘭寿とむ） 新人公演主演[11][2][7][10][9]
- 2011年10 - 11月、『小さな花がひらいた』 - 菊二『ル・ポァゾン 愛の媚薬II』（全国ツアー）
- 2012年1 - 3月、『復活-恋が終わり、愛が残った-』 - マトヴェイ、新人公演：ドミトリー・イワノビッチ・ネフリュードフ（本役：蘭寿とむ）『カノン』 新人公演主演[11][2][7][10]
- 2012年5月、『近松・恋の道行』（バウホール・日本青年館） - 幾松
- 2012年7 - 10月、『サン＝テグジュペリ』 - マックス『CONGA!!』
- 2012年11月、『Victorian Jazz（ヴィクトリアン ジャズ）』（バウホール） - アーサー・コナン・ドイル[7]
- 2013年2 - 5月、『オーシャンズ11』 - リビングストン・デル[7][10]
- 2013年6 - 7月、『戦国BASARA』（東急シアターオーブ） - 宇佐美定満
- 2013年8 - 11月、『愛と革命の詩（うた）-アンドレア・シェニエ-』 - ファビアン『Mr. Swing!』
- 2014年2 - 5月、『ラスト・タイクーン-ハリウッドの帝王、不滅の愛-』 - プリマー／司会者『TAKARAZUKA ∞ 夢眩』
- 2014年6月、『ベルサイユのばら-フェルゼンとマリー・アントワネット編-』（中日劇場） - ジェローデル[7]
- 2014年8 - 11月、『エリザベート-愛と死の輪舞（ロンド）-』 - シュテファン・カロリィ
- 2015年1月、『風の次郎吉-大江戸夜飛翔-』（ドラマシティ・日本青年館） - 石川一馬
- 2015年3 - 6月、『カリスタの海に抱かれて』 - クラウディオ・カレーラ『宝塚幻想曲（タカラヅカ ファンタジア）』
- 2015年7 - 8月、『ベルサイユのばら-フェルゼンとマリー・アントワネット編-』 - ジェローデル『宝塚幻想曲（タカラヅカ ファンタジア）』（梅田芸術劇場・台北国家戯劇院）[7]
- 2015年10 - 12月、『新源氏物語』 - 左馬頭『Melodia-熱く美しき旋律-』
- 2016年2 - 3月、『For the people-リンカーン 自由を求めた男-』（ドラマシティ・KAAT神奈川芸術劇場） - ウィリアム・ハーンドン
- 2016年4 - 7月、『ME AND MY GIRL』 - セドリック・パーチェスター[注釈 1]／ランベス・キング[注釈 2] 退団公演[2][7][4][3]

### 出演イベント
- 2005年12月、『花の道 夢の道 永遠の道』
- 2010年1月、第3回『マグノリア・コンサート・ドゥ・タカラヅカ』
- 2010年12月、タカラヅカスペシャル2010『FOREVER TAKARAZUKA』
- 2011年5月、壮一帆ディナーショー『Bright-ブライト-』[12]
- 2011年12月、タカラヅカスペシャル2011『明日に架ける夢』
- 2012年8 - 9月、愛音羽麗ディナーショー『麗人』[13]
- 2012年12月、タカラヅカスペシャル2012『ザ・スターズ!〜プレ・プレ・センテニアル〜』
- 2013年12月、蘭寿とむディナーショー『T-ROAD』[14]
- 2014年12月、タカラヅカスペシャル2014『Thank you for 100 years』
- 2016年4月、『ME AND MY GIRL』前夜祭

## 宝塚歌劇団退団後の主な活動

### 舞台
- 2017年3月、『越路吹雪に捧ぐ』（日生劇場）[15]
- 2018年8月、『Todos del Tango Verano 2018』（日本青年館ホール）[16]
- 2019年4 - 5月、『レビュー ニッポン・モダンタイムス』（イイノホール）[17]
- 2020年1月、『Carnaval de amor ～熱愛のカルナバル～』（イイノホール）[18]
- 2021年4月、『エリザベート TAKARAZUKA25周年スペシャル・ガラ・コンサート』（梅田芸術劇場・東急シアターオーブ） - フランツ・ヨーゼフ[19]
- 2021年11月、『Greatest Moment』（梅田芸術劇場・東京国際フォーラム）[20]
- 2022年9月、『僕が見つけたもの』（吉祥寺スターパインズ）[21]
- 2023年7 - 8月、『マルコ～母をたずねて三千里～』（巡業） - お母さん 役[22]
- 2024年10月、『言葉に架かる虹』（きゅりあん）[23]
- 2025年7月、『Flores de Colores』（有楽町朝日ホール）[24]

### ライブ・コンサート
- 2019年6月、『レジェンドたちのシャンソン 2019シリーズ』（銀座ヤマハホール）[25]
- 2019年9月、『元宝塚歌劇団スタースペシャルライブ 鳳真由』（GINZA 4 STUDIO）[26]
- 2019年12月、『Ootori Mayu X’mas Specal LIVE 2019』（ルクア大阪 フルーツパーラー）[27]
- 2022年7・11月、『CHARME＊LIEN』（森町文化会館・恵那文化センター）[28]
- 2022年10月、『ATRE＊AILE』（県民共済みらいホール）[29]
- 2023年9月、『OTO♪TERRACE』（恵那文化センター）[30]
- 2024年2月、『RAPONT』（ルネこだいら）[31]
- 2024年9月、『La ENA Bouquet』（恵那文化センター）[32]
- 2024年7・11月、『Born anew』（尼崎アルカイックホール・横浜県民共済みらいホール）[33]

### イベント
- 2018年4月、ロックハート城開城25周年『サイモン・ロックハート』パフォーマンス（ロックハート城）[34]
- 2021年7月、『TOOTH SIENNE ～トゥース ジェンヌ～』（TOOTH TOOTH maison 15th）[35]
- 2023年8月、国際医療福祉大学オープンキャンパス『鳳真由×在学生トークライブ』[36]
- 2025年2月、AQUATAINMENT『蒼い星の物語』（川崎水族館）[37]

### 関連書籍
- 早花まこ「すみれの花、また咲く頃」（2023年3月、新潮社）[38][39]